# Vysoká, Bruntál
Vysoká är en ort i Tjeckien. Den ligger i den östra delen av landet, 230 km öster om huvudstaden Prag. Vysoká ligger 308 meter över havet och antalet invånare är 300.
Terrängen runt Vysoká är platt åt nordost, men åt sydväst är den kuperad. Runt Vysoká är det ganska glesbefolkat, med 22 invånare per kvadratkilometer. Närmaste större samhälle är Jindřichov, 5,2 km väster om Vysoká. Trakten runt Vysoká består till största delen av jordbruksmark.